# Pałac Ciechanowskich
Pałac Ciechanowskich – klasycystyczny pałac rodu Ciechanowskich położony w Grodźcu, dzielnicy Będzina przy ulicy Mickiewicza.

## Historia
Pałac został wybudowany w latach 30. XIX wieku przez Jana Ciechanowskiego według projektu Franciszka M. Lanciego. Obecnie jest Domem Pomocy Społecznej. 

## Park
Przy pałacu mieści się park zaprojektowany w stylu angielskim należący do jednych z najlepiej zachowanych drzewostanów na terenie Będzina. Można tu spotkać 20 drzew uznanych za pomniki przyrody, głównie jesiony, graby, buki, klony oraz robinia akacjowa, wiąz górski, jawor, żywotnik zachodni i trzydziestometrowy dąb szypułkowy.

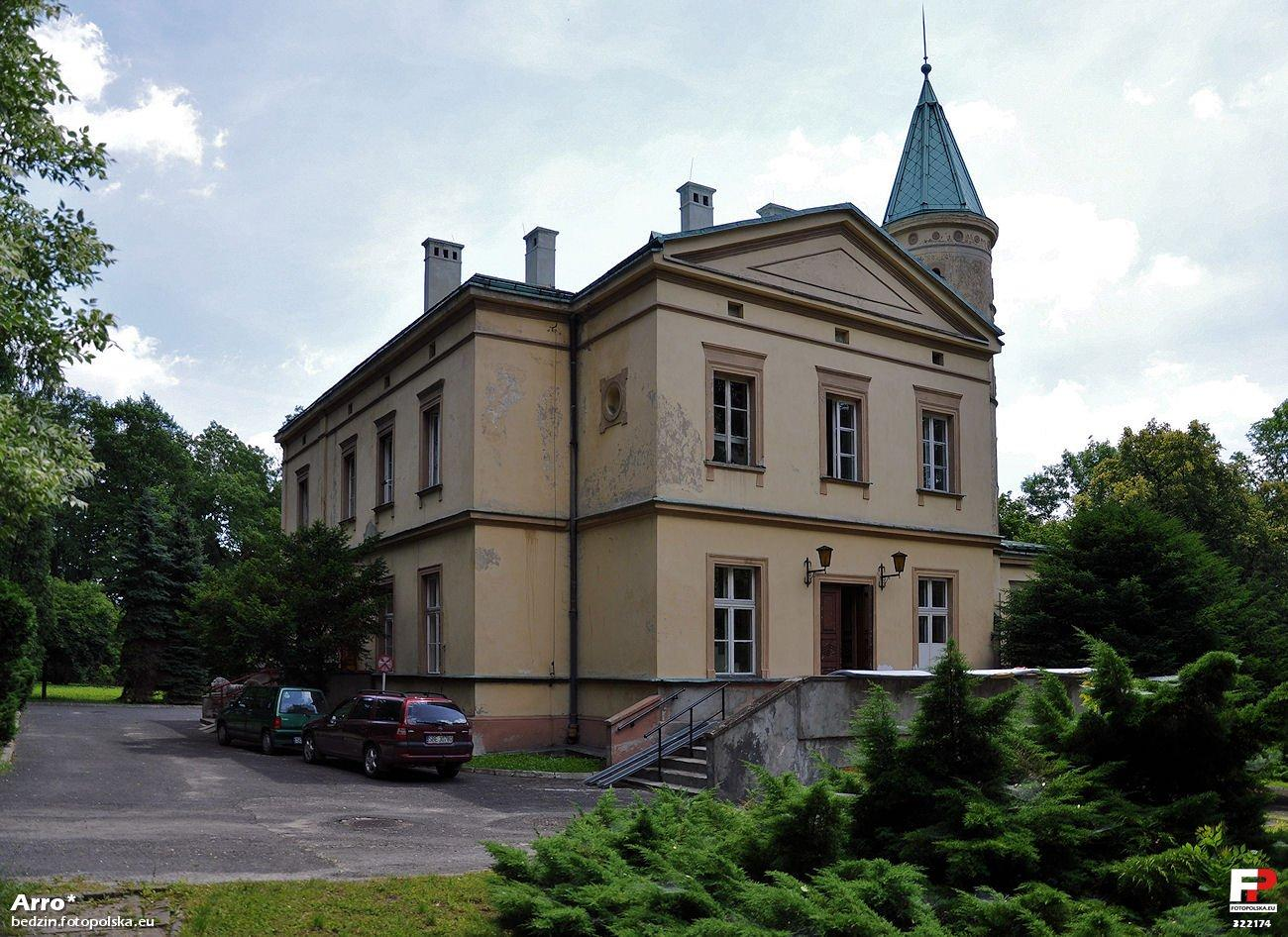